# Liste der Schweizer Botschafter in Portugal
Die Liste der Schweizer Botschafter in Portugal listet die Schweizer Botschafter in Portugal auf.

## Missionschefs
- 1941–1945: Henri François Martin (1878–1959), Geschäftsträger
- 1945–1946: Henri François Martin (1878–1959), Gesandter
- 1946–1948: Maximilian Jaeger (1884–1958)
- 1948–1953: Alfred Brunner (1890–1953)
- 1954–1959: Beat von Fischer (1901–1984)
- 1958–1959: Franco Brenni (1897–1963)
- 1959–1963: Franco Brenni (1897–1963), Botschafter
- 1963–1970: René Naville (1905–1978)
- 1970–1975: Jean-Louis Pahud (1909–1993)
- 1975–1978: Giovanni Enrico Bucher (1913–1992)
- 1978–1981: Charles-Albert Wetterwald (1916–1999)
- 1982–1985: Jimmy Martin (1920–2008)
- 1985–1989: Yves Moret (1929–)
- 1989–1995: Erik-Roger Lang (1930–)
- 1995–1999: Hansrudolf Hoffmann (1939–)
- 1999–2003: Bernard de Riedmatten (1938–)
- 2008–2012: Rudolf Schaller
- 2012–2021: Lorenzo Schnyder von Wartensee
- 2022–2022: Denis Knobel[2]
- 2022–heute: Markus Alexander Antonietti

Ab 1941 selbständige Gesandtschaft, seit 1959 Botschaft.